# Hårlev Sogn
Hårlev Sogn 
ist eine Kirchspielsgemeinde (dän.: Sogn)
auf der Insel Sjælland im südlichen Dänemark.
Bis 1970 gehörte sie zur Harde Bjæverskov Herred im damaligen Præstø Amt, danach zur Vallø Kommune im Roskilde Amt, die im Zuge der  Kommunalreform zum 1. Januar 2007 in der Stevns Kommune in der Region Sjælland aufgegangen ist.  Ein kleiner Teil des Gemeindegebietes liegt auf dem Gebiet der Faxe Kommune.
Im Kirchspiel leben 3291 Einwohner, davon 2894 im Kirchdorf (Stand: 1. Januar 2023).

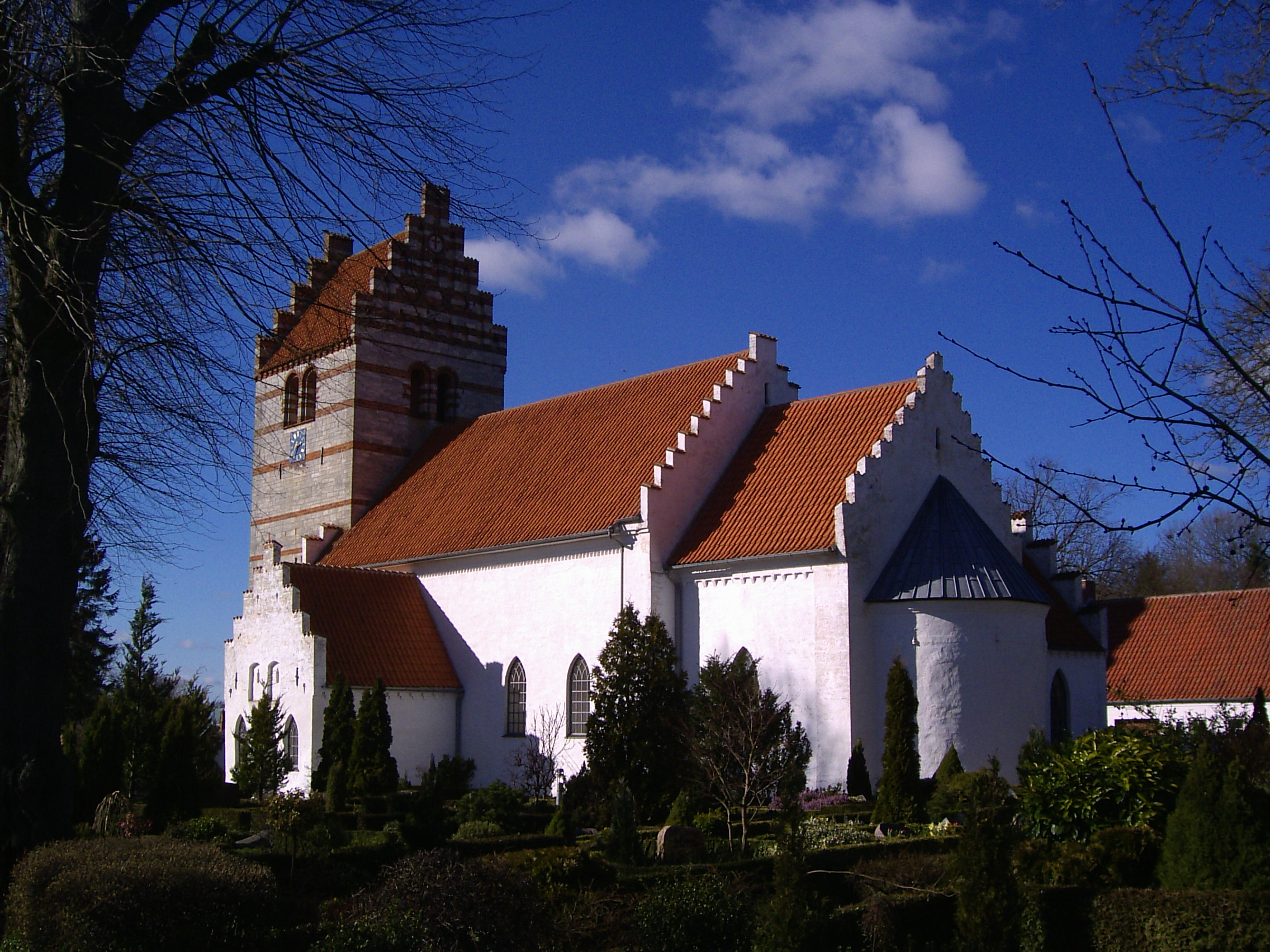
Hårlev Kirke

Im Kirchspiel liegt die Kirche „Hårlev Kirke“.
Nachbargemeinden sind in der Stevns Kommune im Nordwesten Vråby Sogn, Endeslev Sogn, Himlingøje Sogn und Tårnby Sogn, im Osten Strøby Sogn, im Südosten Varpelev Sogn und im Süden Hellested Sogn, in der Faxe Kommune grenzt an das Areal in der Stevns Kommune im Westen Karise Sogn, an das wiederum westlich die Enklave des Kirchspiels in der Faxe Kommune grenzt. An diese grenzt westlich Sønder Dalby Sogn und nordwestlich Tureby Sogn.